# استفتاء الأسلحة النارية والذخيرة البرازيل 2005
استفتاء الأسلحة النارية والذخيرة البرازيل في 23 أكتوبر 2005 أجرت البرازيل استفتاءً على مستوى الدولة بشأن المادة 35 من النظام الأساسي لنزع السلاح لتحديد ما إذا كانت ستوافق أو لا توافق على المادة التي تنص بالكامل على أن «بيع الأسلحة النارية والذخيرة محظور في كامل الإقليم الوطني، باستثناء الكيانات المنصوص عليها في المادة 6 من هذا القانون». فشل الاستفتاء تقريبًا ولم يتم سن القانون.
تم تحديد الاستفتاء وموعده من قبل قانون نزع السلاح نفسه (المادة 35، الفقرة 1). أثناء صياغة القانون وتطويره تقرر عرض المادة 35 على استفتاء لأهمية موضوعها. في 7 يوليو 2005 أصدر مجلس الشيوخ الاتحادي في البرازيل المرسوم التشريعي رقم 780، الذي سمح بإجراء الاستفتاء. نصت المادة 2 من مرسومها على أن الاستشارة العامة يجب أن تستخدم السؤال التالي: «هل ينبغي حظر تجارة الأسلحة النارية والذخيرة في البرازيل؟».

## خلفية
كان التصويت إجباريًا للأشخاص الذين تتراوح أعمارهم بين 18 و70 عامًا. الإيمان بحق الإنسان الطبيعي الأساسي في الدفاع عن النفس، وانخفاض فعالية الشرطة، وارتفاع مستويات استخدام الأسلحة غير القانونية في الجرائم على عكس الاستخدام النادر جدًا للأسلحة المشروعة، هي بعض العوامل التي ربما أثرت على 65٪ من البرازيليين للتصويت ضد اقتراح الحظر. حظي اقتراح حظر الأسلحة بتأييد واسع في الصحافة، بينما كان المشاهير يؤيدونه عمومًا، فقط المجموعات الاجتماعية والصحافة اليمينية المناهضة للحظر في البرازيل، دعت بوضوح إلى حظر الأسلحة. كانت الحكومة الفيدرالية سلطة حظر السلاح المؤيدة المعلنة من جانب واحد.
وفقًا للدستور البرازيلي، لكل مواطن الحق في الدفاع عن النفس وقد ركز النشطاء المؤيدون للسلاح حججهم على هذا الحق الدستوري، بالإضافة إلى تقديم الحجج الاقتصادية.
كانت الحجة الحاسمة التي قدمها النشطاء المؤيدون للسلاح هي التشكيك في أخلاقية قيام الحكومة بإلغاء حق من مواطنيها، مما أدى إلى شعور قوي بين الناخبين بأنه لا ينبغي أبدًا السماح بأخذ أي حقوق من قبل الحكومة. أيضًا كانت هناك نقاشات حول الوضع الثقافي المهم لملكية السلاح في الولايات الجنوبية من البلاد.
كانت الحجة الرئيسية الأخرى التي استخدمها النشطاء المؤيدون لحيازة الأسلحة هي حقيقة أن الغالبية المطلقة من جرائم الأسلحة في البرازيل ارتكبت بأسلحة غير مسجلة وغير قانونية، خاصة البنادق عالية العيار التي كانت ممنوعة بالفعل في البرازيل، ونتيجة لذلك لا فائدة منها في منع المواطنين الملتزمين بالقانون من امتلاك أسلحة مسجلة قانونيًا وفقًا للقانون. تم تعزيز هذه الحجة بقوة من خلال حقيقة أن المناطق التي تنتشر فيها ملكية السلاح كانت تلك التي بها أقل عدد من الوفيات المرتبطة بالسلاح. في المنطقة الجنوبية حيث يوجد أكبر عدد من الأسلحة النارية القانونية لكل مواطن، فإن 59٪ فقط من جميع جرائم القتل كانت ناجمة عن الأسلحة النارية على عكس 70٪ في الشمال الشرقي حيث يوجد أقل عدد من الأسلحة النارية القانونية لكل مواطن.
جادل المؤيدون لمناهضة السلاح بأن الأسلحة تشكل خطورة على المجتمع وأن سبب وجودهم الوحيد هو إيذاء الآخرين. تلقت الحملة المناهضة للسلاح دعمًا واسعًا من العديد من الممثلين والموسيقيين والمشاهير البرازيليين المشهورين ودعمًا ملحوظًا من محطة التلفزيون الرئيسية في البلاد.
حظي الحظر بدعم الحكومة الفيدرالية وأقسام من الكنيسة البرازيلية الرومانية الكاثوليكية. تلقى اللوبي المناهض للأسلحة النارية دعمًا واسعًا وتغطية مجانية من الصحافة، بما في ذلك رادي غلوبو أكبر شبكة تلفزيونية في البرازيل على الرغم من موقف الشركة الأم المحايد إلى حد ما والذي انعكس في النهاية. بحلول ذلك الوقت اتخذت معظم المنظمات الإخبارية البروتستانتية-الإنجيلية موقفًا واضحًا مناهضًا للحظر.

### الدعم الدولي
قامت المجموعتان الأعضاء في إنسا ومعهد سو دا باز وفيفا ريو بحملة من أجل فرض حظر كامل على مبيعات الأسلحة المدنية في البرازيل، ودعماً للاستفتاء. قبل أسبوع من التصويت نسقت إنسا وهي منظمة دولية لمراقبة الأسلحة يومًا دوليًا لدعم الحظر البرازيلي، مع مظاهرات في بريطانيا وإيطاليا وجنوب إفريقيا ودول أخرى. حثت منظمة إنسا على دعم الحظر من أجل "تعزيز الحركة لصالح السيطرة على الأسلحة في دول أمريكا اللاتينية الأخرى المليئة بالعنف المسلح، ودعم الجهود للسيطرة على ملكية الأسلحة الخاصة على المستوى الدولي.

## النتيجة
انتهت نتيجة الاستفتاء بانتصار المعارضين لحظر السلاح، حيث عارضه أكثر من 63٪ من الناخبين. على الرغم من أن الحكومة البرازيلية والكنيسة الكاثوليكية والأمم المتحدة جادلت ودعت لصالح حظر الأسلحة، فقد قيل بنجاح أن الأسلحة ضرورية للأمن الشخصي.